# Claoxylon hirsutellum
Claoxylon hirsutellum är en törelväxtart som beskrevs av Airy Shaw. Claoxylon hirsutellum ingår i släktet Claoxylon och familjen törelväxter. Inga underarter finns listade i Catalogue of Life.